# Finale de la ligue mondiale de hockey sur gazon masculin 2016-2017
Navigation
2014-2015
La finale de la Ligue mondiale de hockey sur gazon masculin 2016-2017 est la dernière étape de l'édition 2016-2017 de la Ligue mondiale de hockey sur gazon. Il prend place du 1er au 10 décembre 2017 à Bhubaneswar en Inde,.
L'Australie gagne le tournoi pour la deuxième fois record en gagnant 2 - 1 contre l'Argentine. L'Inde gagne le match pour la troisième place par une victoire 2 - 1 contre l'Allemagne.

## Équipes qualifiées
Huit équipes participent à la compétition: le pays hôte plus les 7 pays qui se sont qualifiés durant les demi-finales.
| Événement                                                                | Dates               | Lieu          | Quotas | Qualifiés                                            |
| ------------------------------------------------------------------------ | ------------------- | ------------- | ------ | ---------------------------------------------------- |
| Pays hôte                                                                | Pays hôte           | Pays hôte     | 1      | Inde (6)                                             |
| Demi-finales de la ligue mondiale de hockey sur gazon masculin 2016-2017 | 15 - 25 juin 2017   | Londres       | 3      | Argentine (1) Pays-Bas (4) Angleterre (7)            |
| Demi-finales de la ligue mondiale de hockey sur gazon masculin 2016-2017 | 9 - 23 juillet 2017 | Johannesbourg | 4      | Australie (2) Belgique (3) Allemagne (5) Espagne (9) |

## Arbitres
Voici les 11 arbitres et l'arbitre vidéo nommés par la Fédération internationale de hockey sur gazon:
| - Javed Shaikh - Diego Barbas - Ben de Young | - Coen van Bunge (arbitre vidéo) - Ben Göntgen - Dan Barstow | - Eduardo Lizana - Rawi Anbananthan - Sean Rapaport | - Chen Dekang - Marcin Grochal - Martin Madden |

## Résultats
Toutes les heures correspondent à l'heure normale de l'Inde (UTC+5:30)

### Premier tour

#### Poule A
| Rang | Équipe    | J | V | N | P | BP | BC | Diff | Pts |
| ---- | --------- | - | - | - | - | -- | -- | ---- | --- |
| 1    | Belgique  | 3 | 3 | 0 | 0 | 11 | 2  | +9   | 9   |
| 2    | Espagne   | 3 | 2 | 0 | 1 | 5  | 8  | -3   | 6   |
| 3    | Argentine | 3 | 0 | 1 | 2 | 6  | 8  | -2   | 1   |
| 4    | Pays-Bas  | 3 | 0 | 1 | 2 | 5  | 9  | -4   | 1   |

Source: FIH
En cas d'égalité de points de plusieurs équipes à l'issue des matchs de poule, les critères suivants sont appliqués dans l'ordre indiqué pour établir leur classement
1. Points,
2. Différence de buts,
3. Buts marqués,
4. Face à face.

| 2 décembre 2017 | Argentine                 | 2 - 3   | Belgique                              |                                                                     |                                                                     |
| 12h00           | Casella 52e · Peillat 57e | (0 - 1) | 9e Luypaert · 51e Keusters · 56e Boon | Arbitrage : Ben de Young Dan Barstow Arbitre vidéo : Marcin Grochal | Arbitrage : Ben de Young Dan Barstow Arbitre vidéo : Marcin Grochal |
| 12h00           | Rapport                   |         |                                       | Arbitrage : Ben de Young Dan Barstow Arbitre vidéo : Marcin Grochal | Arbitrage : Ben de Young Dan Barstow Arbitre vidéo : Marcin Grochal |

|       | Pays-Bas                | 2 - 3   | Espagne                                |                                                                     |                                                                     |
| 14h00 | Balk 37e · Pruijser 55e | (0 - 1) | 15e Quemada · 35e González · 39e Arana | Arbitrage : Javed Shaikh Ben Göntgen Arbitre vidéo : Marcin Grochal | Arbitrage : Javed Shaikh Ben Göntgen Arbitre vidéo : Marcin Grochal |
| 14h00 | Rapport                 |         |                                        | Arbitrage : Javed Shaikh Ben Göntgen Arbitre vidéo : Marcin Grochal | Arbitrage : Javed Shaikh Ben Göntgen Arbitre vidéo : Marcin Grochal |

| 3 décembre 2017 | Belgique                                             | 5 - 0   | Espagne |                                                                            |                                                                            |
| 17h30           | Van Aubel 3e · Luypaert 38e, 57e, 59e · Charlier 58e | (1 - 0) |         | Arbitrage : Rawi Ambananthan Marcin Grochal Arbitre vidéo : Coen van Bunge | Arbitrage : Rawi Ambananthan Marcin Grochal Arbitre vidéo : Coen van Bunge |
| 17h30           | Rapport                                              |         |         | Arbitrage : Rawi Ambananthan Marcin Grochal Arbitre vidéo : Coen van Bunge | Arbitrage : Rawi Ambananthan Marcin Grochal Arbitre vidéo : Coen van Bunge |

|       | Argentine                        | 3 - 3   | Pays-Bas                                |                                                                   |                                                                   |
| 19h30 | Rey 45e · Vila 50e · Peillat 59e | (0 - 1) | 12e Brinkman · 37e Verga · 55e Pruijser | Arbitrage : Chen Dekang Martin Madden Arbitre vidéo : Dan Barstow | Arbitrage : Chen Dekang Martin Madden Arbitre vidéo : Dan Barstow |
| 19h30 | Rapport                          |         |                                         | Arbitrage : Chen Dekang Martin Madden Arbitre vidéo : Dan Barstow | Arbitrage : Chen Dekang Martin Madden Arbitre vidéo : Dan Barstow |

| 5 décembre 2017 | Argentine   | 1 - 2   | Espagne                 |                                                                     |                                                                     |
| 17h30           | Paredes 21e | (1 - 0) | 50e Quemada · 59e Romeu | Arbitrage : Ben de Young Ben Göntgen Arbitre vidéo : Coen van Bunge | Arbitrage : Ben de Young Ben Göntgen Arbitre vidéo : Coen van Bunge |
| 17h30           | Rapport     |         |                         | Arbitrage : Ben de Young Ben Göntgen Arbitre vidéo : Coen van Bunge | Arbitrage : Ben de Young Ben Göntgen Arbitre vidéo : Coen van Bunge |

|       | Belgique                     | 3 - 0   | Pays-Bas |                                                                    |                                                                    |
| 19h30 | Luypaert 19e, 30e · Boon 32e | (2 - 0) |          | Arbitrage : Javed Shaikh Dan Barstow Arbitre vidéo : Martin Madden | Arbitrage : Javed Shaikh Dan Barstow Arbitre vidéo : Martin Madden |
| 19h30 | Rapport                      |         |          | Arbitrage : Javed Shaikh Dan Barstow Arbitre vidéo : Martin Madden | Arbitrage : Javed Shaikh Dan Barstow Arbitre vidéo : Martin Madden |

#### Poule B
| Rang | Équipe     | J | V | N | P | BP | BC | Diff | Pts |
| ---- | ---------- | - | - | - | - | -- | -- | ---- | --- |
| 1    | Allemagne  | 3 | 2 | 1 | 0 | 6  | 2  | +4   | 7   |
| 2    | Angleterre | 3 | 1 | 1 | 1 | 5  | 6  | -1   | 4   |
| 3    | Australie  | 3 | 0 | 3 | 0 | 5  | 5  | 0    | 3   |
| 4    | Inde       | 3 | 0 | 1 | 2 | 3  | 6  | -3   | 1   |

Source: FIH
En cas d'égalité de points de plusieurs équipes à l'issue des matchs de poule, les critères suivants sont appliqués dans l'ordre indiqué pour établir leur classement
1. Points,
2. Différence de buts,
3. Buts marqués,
4. Face à face.

| 1er décembre 2017 | Allemagne                | 2 - 0   | Angleterre |                                                                            |                                                                            |
| 16h45             | Grambusch 19e · Rühr 25e | (2 - 0) |            | Arbitrage : Eduardo Lizana Rawi Ambananthan Arbitre vidéo : Coen van Bunge | Arbitrage : Eduardo Lizana Rawi Ambananthan Arbitre vidéo : Coen van Bunge |
| 16h45             | Rapport                  |         |            | Arbitrage : Eduardo Lizana Rawi Ambananthan Arbitre vidéo : Coen van Bunge | Arbitrage : Eduardo Lizana Rawi Ambananthan Arbitre vidéo : Coen van Bunge |

|       | Inde        | 1 - 1   | Australie   |                                                                        |                                                                        |
| 19h30 | Mandeep 20e | (1 - 1) | 21e Hayward | Arbitrage : Diego Barbas Marcin Grochal Arbitre vidéo : Coen van Bunge | Arbitrage : Diego Barbas Marcin Grochal Arbitre vidéo : Coen van Bunge |
| 19h30 | Rapport     |         |             | Arbitrage : Diego Barbas Marcin Grochal Arbitre vidéo : Coen van Bunge | Arbitrage : Diego Barbas Marcin Grochal Arbitre vidéo : Coen van Bunge |

| 2 décembre 2017 | Australie                     | 2 - 2   | Allemagne              |                                                                        |                                                                        |
| 17h30           | Govers 39e · Kleinschmidt 49e | (0 - 1) | 7e Miltkau · 58e Häner | Arbitrage : Sean Rapaport Martin Madden Arbitre vidéo : Coen van Bunge | Arbitrage : Sean Rapaport Martin Madden Arbitre vidéo : Coen van Bunge |
| 17h30           | Rapport                       |         |                        | Arbitrage : Sean Rapaport Martin Madden Arbitre vidéo : Coen van Bunge | Arbitrage : Sean Rapaport Martin Madden Arbitre vidéo : Coen van Bunge |

|       | Inde                         | 2 - 3   | Angleterre                    |                                                                     |                                                                     |
| 19h30 | Akashdeep 47e · Rupinder 50e | (0 - 1) | 25e Goodfield · 43e, 57e Ward | Arbitrage : Diego Barbas Chen Dekang Arbitre vidéo : Coen van Bunge | Arbitrage : Diego Barbas Chen Dekang Arbitre vidéo : Coen van Bunge |
| 19h30 | Rapport                      |         |                               | Arbitrage : Diego Barbas Chen Dekang Arbitre vidéo : Coen van Bunge | Arbitrage : Diego Barbas Chen Dekang Arbitre vidéo : Coen van Bunge |

| 4 décembre 2017 | Australie                    | 2 - 2   | Angleterre            |                                                                         |                                                                         |
| 17h30           | Wotherspoon 33e · Govers 41e | (0 - 1) | 4e Ansell · 54e Roper | Arbitrage : Sean Rapaport Marcin Grochal Arbitre vidéo : Coen van Bunge | Arbitrage : Sean Rapaport Marcin Grochal Arbitre vidéo : Coen van Bunge |
| 17h30           | Rapport                      |         |                       | Arbitrage : Sean Rapaport Marcin Grochal Arbitre vidéo : Coen van Bunge | Arbitrage : Sean Rapaport Marcin Grochal Arbitre vidéo : Coen van Bunge |

|       | Inde    | 0 - 2   | Allemagne                 |                                                                       |                                                                       |
| 19h30 |         | (0 - 2) | 17e Häner · 20e Grambusch | Arbitrage : Eduardo Lizana Martin Madden Arbitre vidéo : Ben de Young | Arbitrage : Eduardo Lizana Martin Madden Arbitre vidéo : Ben de Young |
| 19h30 | Rapport |         |                           | Arbitrage : Eduardo Lizana Martin Madden Arbitre vidéo : Ben de Young | Arbitrage : Eduardo Lizana Martin Madden Arbitre vidéo : Ben de Young |

### Phase de classement
Les quarts de finalistes perdants sont classés en fonction de leurs résultats du premier tour afin de déterminer les rencontres pour les matchs de classement de la cinquième à la huitième place.
| Rang | Équipe     | J | V | N | P | BP | BC | Diff | Pts |
| ---- | ---------- | - | - | - | - | -- | -- | ---- | --- |
| 1    | Belgique   | 3 | 3 | 0 | 0 | 11 | 2  | +9   | 9   |
| 2    | Espagne    | 3 | 2 | 0 | 1 | 5  | 8  | -3   | 6   |
|      |            |   |   |   |   |    |    |      |     |
| 3    | Angleterre | 3 | 1 | 1 | 1 | 5  | 6  | -1   | 4   |
| 4    | Pays-Bas   | 3 | 0 | 1 | 2 | 5  | 9  | -4   | 1   |

En cas d'égalité de points de plusieurs équipes à l'issue des matchs de poule, les critères suivants sont appliqués dans l'ordre indiqué pour établir leur classement
1. Points,
2. Différence de buts,
3. Buts marqués.

#### Septième et huitième place
| 8 décembre 2017 | Pays-Bas     | 1 - 0   | Angleterre |                                                                    |                                                                    |
| 17h15           | Pruijser 42e | (0 - 0) |            | Arbitrage : Sean Rapaport Chen Dekang Arbitre vidéo : Ben de Young | Arbitrage : Sean Rapaport Chen Dekang Arbitre vidéo : Ben de Young |
| 17h15           | Rapport      |         |            | Arbitrage : Sean Rapaport Chen Dekang Arbitre vidéo : Ben de Young | Arbitrage : Sean Rapaport Chen Dekang Arbitre vidéo : Ben de Young |

#### Cinquième et sixième place
| 9 décembre 2017 | Belgique   | 1 - 0   | Espagne |                                                                      |                                                                      |
| 17h15           | Dockier 4e | (1 - 0) |         | Arbitrage : Javed Shaikh Ben de Young Arbitre vidéo : Coen van Bunge | Arbitrage : Javed Shaikh Ben de Young Arbitre vidéo : Coen van Bunge |
| 17h15           | Rapport    |         |         | Arbitrage : Javed Shaikh Ben de Young Arbitre vidéo : Coen van Bunge | Arbitrage : Javed Shaikh Ben de Young Arbitre vidéo : Coen van Bunge |

### Phase finale
|  | Quarts de finale | Quarts de finale |           |       | Demi-finales           | Demi-finales |  |  | Finale    | Finale |
|  | Quarts de finale | Quarts de finale |           |       | Demi-finales           | Demi-finales |  |  | Finale    | Finale |
|  |                  |                  |           |       |                        |              |  |  |           |        |
|  |                  |                  |           |       |                        |              |  |  |           |        |
|  |                  |                  |           |       |                        |              |  |  |           |        |
|  | Inde             | 3 (3)            |           |       |                        |              |  |  |           |        |
|  | Inde             | 3 (3)            |           |       |                        |              |  |  |           |        |
|  | Belgique         | 3 (2)            |           |       |                        |              |  |  |           |        |
|  | Belgique         | 3 (2)            | Inde      | 0     |                        |              |  |  |           |        |
|  |                  |                  | Inde      | 0     |                        |              |  |  |           |        |
|  |                  | Argentine        | 1         |       |                        |              |  |  |           |        |
|  | Argentine        | Argentine        | 1         | 3     |                        |              |  |  |           |        |
|  | Argentine        |                  |           | 3     |                        |              |  |  |           |        |
|  | Angleterre       | 2                |           |       |                        |              |  |  |           |        |
|  | Angleterre       | 2                | Argentine | 1     |                        |              |  |  |           |        |
|  |                  |                  | Argentine | 1     |                        |              |  |  |           |        |
|  |                  | Australie        | 2         |       |                        |              |  |  |           |        |
|  | Australie        | Australie        | 2         | 4     |                        |              |  |  |           |        |
|  | Australie        |                  |           | 4     |                        |              |  |  |           |        |
|  | Espagne          | 1                |           |       |                        |              |  |  |           |        |
|  | Espagne          | 1                | Australie | 3     |                        |              |  |  |           |        |
|  |                  |                  | Australie | 3     | Match pour la 3e place |              |  |  |           |        |
|  |                  | Allemagne        | 0         |       |                        |              |  |  |           |        |
|  | Pays-Bas         | Allemagne        | 0         | 3 (3) |                        |              |  |  |           |        |
|  | Pays-Bas         |                  |           | 3 (3) |                        |              |  |  |           |        |
|  | Allemagne        | 3 (4)            |           | Inde  | 2                      |              |  |  |           |        |
|  | Allemagne        | 3 (4)            |           | Inde  | 2                      |              |  |  |           |        |
|  |                  |                  |           |       |                        |              |  |  | Allemagne | 1      |
|  |                  |                  |           |       |                        |              |  |  | Allemagne | 1      |

#### Quarts de finale
| 6 décembre 2017 | Australie                                       | 4 - 1   | Espagne    |                                                                     |                                                                     |
| 17h15           | Hayward 28e · Kleinschmidt 48e · Govers (2x)50e | (1 - 1) | 20e Garcia | Arbitrage : Diego Barbas Chen Dekang Arbitre vidéo : Coen van Bunge | Arbitrage : Diego Barbas Chen Dekang Arbitre vidéo : Coen van Bunge |
| 17h15           | Rapport                                         |         |            | Arbitrage : Diego Barbas Chen Dekang Arbitre vidéo : Coen van Bunge | Arbitrage : Diego Barbas Chen Dekang Arbitre vidéo : Coen van Bunge |

|       | Inde                                                             | 3 - 3             | Belgique                                                           |                                                                         |                                                                         |
| 19h30 | Gurjant 31e · Harmanpreet 35e · Rupinder 46e                     | (0 - 0)           | 39e, 46e Luypaert · 53e Keusters                                   | Arbitrage : Ben Göntgen Rawi Anbananthan Arbitre vidéo : Coen van Bunge | Arbitrage : Ben Göntgen Rawi Anbananthan Arbitre vidéo : Coen van Bunge |
| 19h30 | Rapport                                                          |                   |                                                                    | Arbitrage : Ben Göntgen Rawi Anbananthan Arbitre vidéo : Coen van Bunge | Arbitrage : Ben Göntgen Rawi Anbananthan Arbitre vidéo : Coen van Bunge |
| 19h30 | Harmanpreet · Lalit · Rupinder · Sumit · Akashdeep · Harmanpreet | Tirs au but 3 - 2 | Boccard · Stockbroekx · Wegnez · Van Doren · Van Aubel · Van Doren | Arbitrage : Ben Göntgen Rawi Anbananthan Arbitre vidéo : Coen van Bunge | Arbitrage : Ben Göntgen Rawi Anbananthan Arbitre vidéo : Coen van Bunge |

| 7 décembre 2017 | Argentine                            | 3 - 2   | Angleterre             |                                                                        |                                                                        |
| 17h15           | Vila 21e · Paredes 29e · Gilardi 34e | (2 - 1) | 29e Condon · 60e Dixon | Arbitrage : Javed Shaikh Eduardo Lizana Arbitre vidéo : Coen van Bunge | Arbitrage : Javed Shaikh Eduardo Lizana Arbitre vidéo : Coen van Bunge |
| 17h15           | Rapport                              |         |                        | Arbitrage : Javed Shaikh Eduardo Lizana Arbitre vidéo : Coen van Bunge | Arbitrage : Javed Shaikh Eduardo Lizana Arbitre vidéo : Coen van Bunge |

|       | Pays-Bas                                            | 3 - 3             | Allemagne                                       |                                                                      |                                                                      |
| 19h30 | Pruijser 21e, 60e · Kellerman 27e                   | (2 - 1)           | 12e Meyer · 34e Fuchs · 41e Staib               | Arbitrage : Dan Barstow Marcin Grochal Arbitre vidéo : Martin Madden | Arbitrage : Dan Barstow Marcin Grochal Arbitre vidéo : Martin Madden |
| 19h30 | Rapport                                             |                   |                                                 | Arbitrage : Dan Barstow Marcin Grochal Arbitre vidéo : Martin Madden | Arbitrage : Dan Barstow Marcin Grochal Arbitre vidéo : Martin Madden |
| 19h30 | Bakker · Pruijser · Kemperman · Van Ass · Kellerman | Tirs au but 3 - 4 | Fuchs · Grambusch · Miltkau · Linnekogel · Rühr | Arbitrage : Dan Barstow Marcin Grochal Arbitre vidéo : Martin Madden | Arbitrage : Dan Barstow Marcin Grochal Arbitre vidéo : Martin Madden |

#### Demi-finales
| 8 décembre 2017 | Inde    | 0 - 1   | Argentine   |                                                                         |                                                                         |
| 19h30           |         | (0 - 1) | 17e Peillat | Arbitrage : Ben Göntgen Rawi Anbananthan Arbitre vidéo : Coen van Bunge | Arbitrage : Ben Göntgen Rawi Anbananthan Arbitre vidéo : Coen van Bunge |
| 19h30           | Rapport |         |             | Arbitrage : Ben Göntgen Rawi Anbananthan Arbitre vidéo : Coen van Bunge | Arbitrage : Ben Göntgen Rawi Anbananthan Arbitre vidéo : Coen van Bunge |

| 9 décembre 2017 | Australie                                  | 3 - 0   | Allemagne |                                                                       |                                                                       |
| 19h30           | Wothersoon 42e · Hayward 48e · Wickham 60e | (0 - 0) |           | Arbitrage : Diego Barbas Martin Madden Arbitre vidéo : Coen van Bunge | Arbitrage : Diego Barbas Martin Madden Arbitre vidéo : Coen van Bunge |
| 19h30           | Rapport                                    |         |           | Arbitrage : Diego Barbas Martin Madden Arbitre vidéo : Coen van Bunge | Arbitrage : Diego Barbas Martin Madden Arbitre vidéo : Coen van Bunge |

#### Troisième et quatrième place
| 10 décembre 2017 | Inde                        | 2 - 1   | Allemagne |                                                                       |                                                                       |
| 17h15            | Sunil 21e · Harmanpreet 54e | (1 - 0) | 36e Appel | Arbitrage : Dan Barstow Eduardo Lizana Arbitre vidéo : Coen van Bunge | Arbitrage : Dan Barstow Eduardo Lizana Arbitre vidéo : Coen van Bunge |
| 17h15            | Rapport                     |         |           | Arbitrage : Dan Barstow Eduardo Lizana Arbitre vidéo : Coen van Bunge | Arbitrage : Dan Barstow Eduardo Lizana Arbitre vidéo : Coen van Bunge |

#### Finale
| 10 décembre 2017 | Argentine   | 1 - 2   | Australie                |                                                                         |                                                                         |
| 19h30            | Bugallo 17e | (1 - 1) | 17e Hayward · 58e Govers | Arbitrage : Marcin Grochal Martin Madden Arbitre vidéo : Coen van Bunge | Arbitrage : Marcin Grochal Martin Madden Arbitre vidéo : Coen van Bunge |
| 19h30            | Rapport     |         |                          | Arbitrage : Marcin Grochal Martin Madden Arbitre vidéo : Coen van Bunge | Arbitrage : Marcin Grochal Martin Madden Arbitre vidéo : Coen van Bunge |

## Statistiques

### Classement final
| Rang               | Équipe     |
| ------------------ | ---------- |
| Médaille d'or      | Australie  |
| Médaille d'argent  | Argentine  |
| Médaille de bronze | Inde       |
| 4                  | Allemagne  |
| 5                  | Belgique   |
| 6                  | Espagne    |
| 7                  | Pays-Bas   |
| 8                  | Angleterre |

### Récompenses
Les prix suivants ont été remis à la fin du tournoi:
| Meilleur joueur | Meilleur gardien    | Meilleur jeune joueur | Meilleur buteur |
| --------------- | ------------------- | --------------------- | --------------- |
| Mats Grambusch  | Juan Manuel Vivaldi | Victor Wegnez         | Loïck Luypaert  |

### Buteurs
80 buts ont été inscrits en 22 rencontres soit une moyenne de 3.64 buts par match.
| 8 buts - Loïck Luypaert 5 buts - Blake Govers - Mirco Pruijser 4 buts - Jeremy Hayward 3 buts - Gonzalo Peillat 2 buts - Harmanpreet Singh - Rupinder Singh - Matias Paredes - Lucas Vila - Aaron Kleinschmidt - Dylan Wotherspoon - Amaury Keusters | - Tom Boon - Mats Grambusch - Martin Häner - Sam Ward - Pau Quemada 1 but - Gurjant Singh - Mandeep Singh - Sunil Sowmarpet - Akashdeep Singh - Juan Gilardi - Maico Casella - Matías Rey | - Agustin Bugallo - Tom Wickham - Florent van Aubel - Sébastien Dockier - Cédric Charlier - Lars Balk - Valentin Verga - Bjorn Kellerman - Thierry Brinkman - Mark Appel - Julius Meyer - Constantin Staib | - Christopher Rühr - Marco Miltkau - Florian Fuchs - Phil Roper - Adam Dixon - David Goodfield - Liam Ansell - David Condon - Marc Garcia - Diego Arana - Josep Romeu - Enrique Gonzalez |

Source: FIH